# 냄새는 난다
"냄새는 난다"(Smell)는 한국에서 제작된 이병헌 감독의 2009년 코미디, 가족 영화이다. 황현서 등이 주연으로 출연하였다.

## 출연

### 주연
- 황현서
- 김영현

## 기타
- 프로듀서: 김의석
- 조명: 유태종
- 조연출: 조민구
- 녹음: 정인호
- 미술: 공윤택